# 武庫川女子大学の人物一覧
武庫川女子大学の人物一覧（むこがわじょしだいがくのじんぶついちらん）は、武庫川女子大学に関係する人物の一覧記事。

## 教職員
現職
- たつみ都志（国文学者・文学部教授）
- 篠塚和正（薬理学）
- 橋爪静夫（健康・スポーツ科学科教授）
- 松浦寿喜（食品衛生学）
- 中村一基（薬理学）
- 今岡淑子（音楽学部）
- 田原祥一郎（音楽学部学部長）

## 著名な出身者

### 政治
- 池田牧子（高知県いの町長）
- 大江恵子（教育者）
- 丸谷聡子（兵庫県明石市長）

### 研究
- 藤本昌代（同志社大学社会学部長・教授）

### 芸術・文化・芸能
- 宇多喜代子（俳人・元現代俳句協会会長・日本芸術院会員・文化功労者・日本芸術院賞）
- 大楠道代（女優）※旧姓名：安田道代
- 平山泰代（シンガーソングライター - 紙ふうせん）
- 湯浅真由美（ナレーター）
- 佐藤旬子（四国放送アナウンサー）
- 船守さちこ（フリーアナウンサー）
- 湊かなえ（小説家）
- 高殿円（小説家）
- 清水理恵子（タレント）
- 海附雅美（フリーアナウンサー）
- 小祝百々子（小説家）
- マイコ（お笑いタレント - ビタミンS）
- 七海薫子（フリーアナウンサー・女優）※本名：小谷口薫
- 加納永美子（モデル・タレント）
- 有華（シンガーソングライター）
- 戸田あゆみ（フリーアナウンサー）
- 笠野咲藍 （タレント,女優,アイドル） ※本名:坊迫咲藍

### スポーツ
- 阿漕洋子（フットサル・サッカー）
- 坂下麻衣子（バレーボール）※現バレーボール部監督
- 竹中佳（プロボクサー）
- 堀江美里（陸上競技）
- 松澤希美（バスケットボール）
- 竜田夏苗（陸上競技）
- 大浦彩瑛（ガールズケイリン）
- 秦澄美鈴（陸上競技）
- 小杉凜華（バレーボール）
- 土田帆乃香（バスケットボール選手・山梨クィーンビーズ）
- 杉原愛子（体操）
- オドボ・エンデュランス（バスケットボール選手・トヨタ紡織サンシャインラビッツ）
- 荒井祭里（飛び込み）
- トラオレ・セトゥ（バスケットボール選手・シャンソンVマジック）